# Gavril Balint
Gavril Balint (Sângeorz-Băi, 3 de gener de 1963) és un exfutbolista i entrenador romanès. Com a futbolista ocupava la posició de davanter.

## Jugador

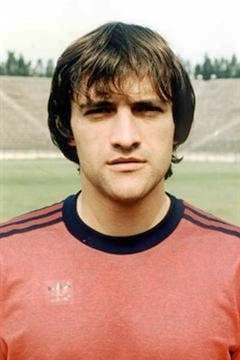
Balint futbolista.

En 1981, debuta amb l'Steaua de Bucarest a la Divizia A. Hi seria un dels jugadors més importants del club durant la dècada dels 80, guanyant nombrosos títols domèstics i internacionals. Entre ells, la Copa d'Europa de 1986, en la qual Balint va marcar el gol decisiu dels llançaments de penalts, davant el FC Barcelona. A més a més, va ser el màxim golejador de la lliga romanesa a la campanya 89/90, amb 19 gols.
En 1990, fitxa pel Real Burgos per 1 milió de dòl·lars. Al quadre castellà milita durant tres temporades a la màxima categoria.
Balint va ser internacional amb Romania en 34 ocasions, tot marcant 14 gols. Va disputar el Mundial del 1990, on va marcar en dues ocasions, contra Camerun i l'Argentina.

## Entrenador
Inicia la seua carrera com a tècnic el 1994, un any després de penjar les botes. En principi és assistent de la selecció del seu país. Quatre anys després, es fa càrrec de l'Sportul Studenţesc, fins que al maig del 2000 retorna al combinat nacional per preparar l'Eurocopa que se celebrava eixe estiu.
El mateix any 2000 és fitxat com a assistent del seu compatriota Mircea Lucescu a les files del Galatasaray. Només passa un any, abans d'unir-se per tercer cop a la selecció romanesa, dirigida per Hagi.
El 2002 dirigeix un club per segona ocasió, l'equip moldau del Sheriff Tiraspol. El 2003 retorna a l'Sportul Studenţesc, amb qui puja a la màxima categoria. L'any següent és de nou assistent de Gheorghe Hagi al Galatasaray. Acompanya a l'exfutbolista del Reial Madrid i FC Barcelona a les banquetes del FCU Politehnica Timişoara a l'any posterior.
La temporada 08/09 entrena al FC Timişoara i el 2010 pren les regnes de la selecció de Moldàvia.

## Títols
- Lliga de Romania: 84/85, 85/86, 86/87, 87/88 i 88/89
- Copa de Romania: 1985, 1987, 1988 i 1989
- Copa d'Europa: 1986
- Supercopa d'Europa: 1987